# Weduni
Weduni is een bestuurslaag in het regentschap Lamongan van de provincie Oost-Java, Indonesië. Weduni telt 1644 inwoners (volkstelling 2010).